# Pandanus papateaensis
Pandanus papateaensis — вид квіткових однодольних рослина роду пандан (Pandanus). Описаний у 2019 році.

## Поширення та чисельність
Ендемік Французької Полінезії. Трапляється лише на атолі Макатеа, що розташований в архіпелазі Туамоту. Відомий з декількох субпопуляцій, розташованих на краю центрального плоскогір'я. Загальна чисельність виду становить близько 80 дерев. Загрозою виживання виду може стати інтенсивне видобування фосфоритів на острові.

## Етимологія
Видова назва Pandanus papateaensis походить з давньої полінезійської назви атола Макатеа — «Папа-Теа», що означає білий камінь.